# USA 247
USA 247 (również: Topaz 3) – amerykański wojskowy satelita radarowej obserwacji Ziemi, podlegający Narodowemu Biuru Rozpoznania; trzeci satelita serii Topaz, należącej do utajnionego programu Future Imagery Architecture – następcy satelitów Lacrosse i Onyx.
Satelita został zbudowany przez firmę Lockheed Martin. Jego szczegóły pozostają utajnione. Charakter misji i identyfikacja statku wynika z podobieństwa trajektorii lotu rakiety i orbity do poprzednich misji radarowej obserwacji Ziemi i satelitów NROL-41 i NROL-25, identyfikowanych z satelitami Topaz 1 i Topaz 2.

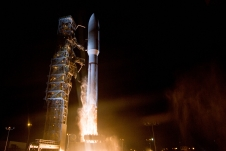
Start rakiety Atlas V z satelitą USA 247

Satelita został wystrzelony wraz z ładunkiem o nazwie GEMSat, w skład którego weszło 12 małych satelitów typu CubeSat:
- M-Cubed 2
- IPEX
- CUNYSAT-1
- Firebird A i Firebird B
- ALICE
- Aerocube-5a i Aerocube-5b
- SMDC-ONE 2.2 i SMDC-ONE 2.3
- TacSat-6
- SNaP